# Mellow Yellow (coffeeshop)

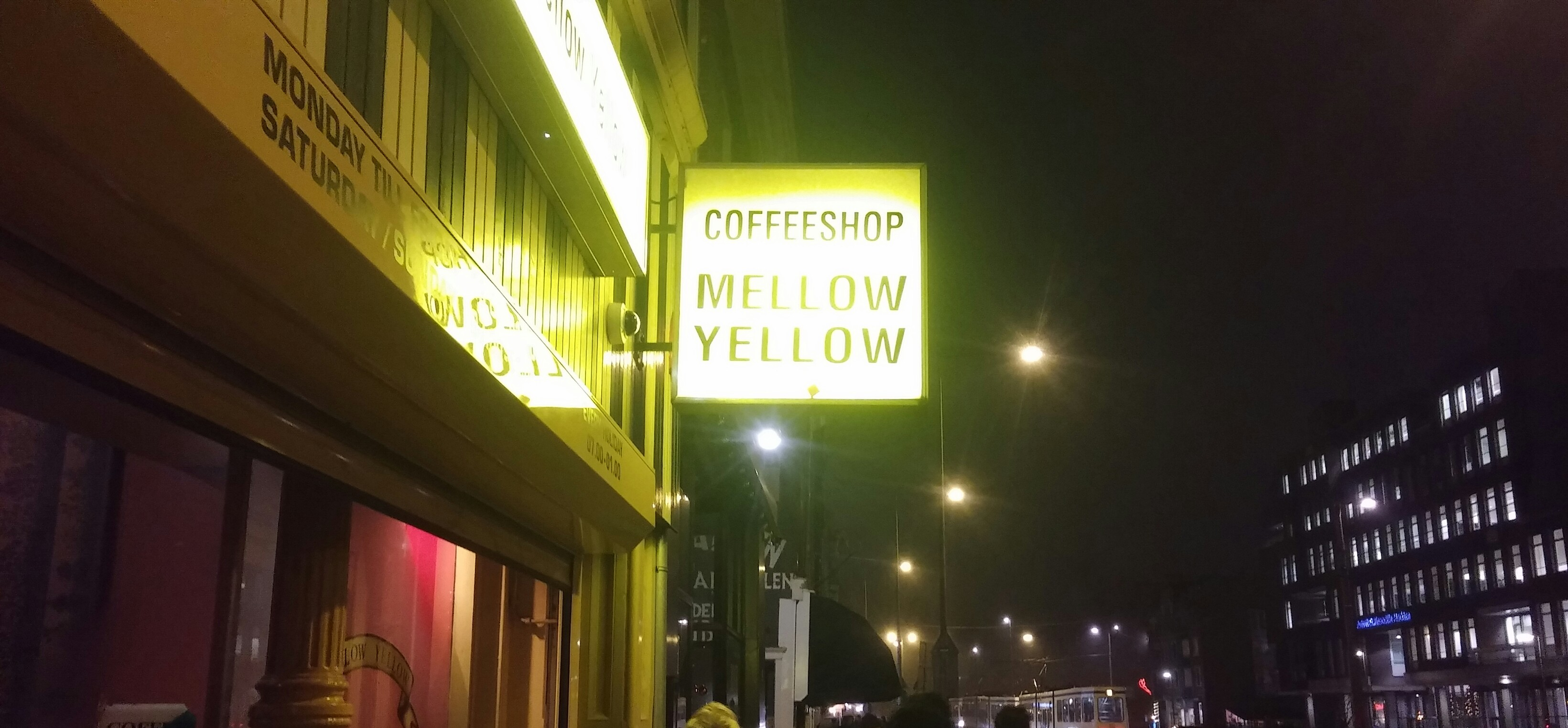
Cofeeshop Mellow Yellow

Mellow Yellow is de eerste Amsterdamse coffeeshop.
In 1972 werd een voormalige bakkerij aan de Weesperzijde 53 te Amsterdam gekraakt door Wernard Bruining en bevriende hippies. Er werd dermate veel gedeald in hasjiesj, geblowd en thee gedronken, dat in 1973 besloten werd er een theehuis van te maken, ook omdat er geen vergunning of diploma voor nodig was. De zaak werd vernoemd naar het lied Mellow Yellow van Donovan, waarin hij zingt over het roken van bananenschil met de bedoeling om high te worden, waardoor het een codenaam was voor de shop. Een dealer die voor de bar zat en zich voordeed als een klant, verkocht in plastic zakjes voorverpakte hasj en wiet, die bij groothandelaren waaronder Klaas Bruinsma werd ingekocht. In die beginjaren kon een horecagelegenheid niet gesloten worden alleen maar omdat een klant daar "toevalligerwijze" hasj en wiet verkocht. De hasjvoorraad in de Mellow Yellow werd verstopt achter geheime deuren en luikjes waardoor deze bij verschillende politie-invallen niet in beslag kon worden genomen.
In 1975 werd het coffeeshop-concept overgenomen door Rusland in de gelijknamige straat en in hetzelfde jaar door The Bulldog. Ook de vier jaar voor Mellow Yellow geopende Utrechtse discotheek Sarasani werd een coffeeshop. Twintig jaar na de opening van Mellow Yellow waren er vierhonderd coffeeshops in Amsterdam.
In 1978 sloot de originele Mellow Yellow zijn deuren, nadat er brand in het pand was uitgebroken. En verhuisde zij naar de Vijzelgracht. Bruining zou nog wel hasj leveren aan zijn toenmalige concurrent The Bulldog.
Per 1 januari 2017 sluit Coffeeshop Mellow Yellow definitief haar deuren. De sluiting is een gevolg van nieuwe regelgeving rond verkooppunten van soft drugs. Die moeten per 1 januari 2017 minimaal 250 meter van een school verwijderd zijn. Aangezien de Nederlandse Kappersacademie aan de Weteringschans binnen die grens valt, moet de coffeeshop verdwijnen. 
In 2016 was er nog een Mellow Yellow-coffeeshop in Amsterdam, maar deze heeft niets van doen met de zaak aan de Vijzelgracht.